# Санкт-Анна-ам-Айген
Санкт-Анна-ам-Айген (нем. Sankt Anna am Aigen) — ярмарочный посёлок в Австрии, в федеральной земле Штирия. 
Входит в состав округа Зюдостштайермарк.  Население составляет 1821 человек (на 31 декабря 2005 года). Занимает площадь 21,75 км².

## Политическая ситуация
Бургомистр коммуны — Йозеф Вайнхандль (АНП) по результатам выборов 2005 года.
Совет представителей коммуны (нем. Gemeinderat) состоит из 15 мест.
- АНП занимает 9 мест.
- АПС занимает 5 мест.
- СДПА занимает 1 место.